# Aureofungus yaniguaensis
†Aureofungus yaniguaensis — вимерлий вид грибів, що належить до монотипового роду Aureofungus.

## Назва
Назва роду означає «золотий гриб» (лат. Aureofungus). Видова назва (лат. yaniguaensis) говорить про місце, де знайдений бурштин — геологічна формація Янігуа. Там же були знайдені інші гриби Coprinites dominicana і Protomycena electra.

## Історія
Знайдений у шматку домініканського бурштину у 2000 році. В камені знаходиться лише одне плодове тіло. Існував орієнтовно у міоцені (Бурдігальський ярус, 20,44—15,97 млн років тому).

## Будова
Шапинка 3 мм має випуклу форму, має смуги. Край шапинки нерівний. Пластинки короткі і не досягають краю. Ніжка 7 мм без вольви, кільця чи ризоїдів. Базидіоспори зібрані у масі, очевидно були вироблені грибом після того, як він потрапив у смолу. Кожна базидіоспора має еліптичну форму 4.0μm на 3.3μm. Набір характеристик вказує на те, що цей вид може належить до Tricholomataceae, проте професор Девід Хіббетт, що займався дослідженням знахідки визначив приналежність до родини як incertae sedis.